# Basilique pontificale des Santi Medici
La basilique des Santi Medici est une basilique italienne située à Bitonto, dans la région italienne des Pouilles. 

## Historique
Construite à partir du 5 mai 1960, la basilique des Santi Medici a été consacrée par l'évêque de Bitonto, Aurelio Marena le 19 mars 1973. 
Le 4 avril 1975, l'église fut élevée au rang de basilique mineure par le pape Paul VI. Elle contient les reliques des saints Côme et Damien, qui se trouvaient auparavant dans l'église San Giorgio, dans le centre historique, devenue insuffisante pour accueillir les nombreux fidèles qui affluaient vers la ville.

## Description
L'église, avec un plan en croix latine, se compose d'une nef longue de 60 mètres. Au centre se trouve une chaire de granite rouge et la structure de verre qui abrite les statues des saints. Dans une niche sur l'autel sont placés les reliques des bras et des mains des saints.
Sur le mur de gauche, une grande mosaïque représentant l'apparition de l'Immaculée Conception, au cours de la bataille de Bitonto (1734).
Au cours de la fête patronale de l'Immaculée Conception, la basilique est l'étape finale de la procession qui part de la cathédrale.

## Sources
- (it) Cet article est partiellement ou en totalité issu de l’article de Wikipédia en italien intitulé « Basilica Pontificia dei Santi Medici (Bitonto) » (voir la liste des auteurs).